# Clint Robinson
Clint Robinson (Brisbane, Queensland, 27 de julho de 1972) é um canoísta australiano especialista em provas de velocidade.

## Carreira
Foi vencedor da medalha de Ouro em K-1 1000 m em Barcelona 1992.
Foi vencedor da medalha de Prata em K-2 500 m em Atenas 2004 junto com o seu colega de equipa Nathan Baggaley.
Foi vencedor da medalha de Bronze em K-1 1000 m em Atlanta 1996.